# Christkindl
Christkindl  ist ein Ort im Unteren Steyrtal im Traunviertel von Oberösterreich, wie auch Stadtteil und Katastralgemeinde der Statutarstadt Steyr, sowie Ortschaft (Katastralgemeinde Oberchristkindl) der Gemeinde Garsten im Bezirk Steyr-Land.
Der Ort ist bekannt für die Wallfahrtskirche Zum Christkindl unterm Himmel und das Sonderpostamt 4411 Christkindl, was bei österreichischen Kindern als Adresse für Weihnachtswünsche gilt.

## Geographie
Der Ort befindet sich rund 2 km  westlich steyraufwärts der Steyrer Innenstadt und ebensoweit nordwestlich von Garsten, am Fuß des Saaßer Höhenrückens (Oberfeld, ca. 480 m ü. A.).
Der eigentlich Ort Christkindl liegt auf einem Riedel erhöht über dem Steyrfluss auf um die 350 m ü. A. Höhe. Südlich geht der Hofergrabenbach zur Steyr. Der Ort besteht aus einem kleinen Kirchweiler mit etwa 20 Häusern, der ganz zu Steyr gehört, und einigen umliegenden Gehöften und Häusergruppen an der Aschacher Straße (Wegener, Reiter, Obersteinwand), die schon teils auch zu Garsten gehören.
Zum Steyrer Stadtteil Christkindl gehören auch Unterhimmel an der Steyr, die Christkindlsiedlung Richtung Stadt und die Schlühslmayrsiedlung oberhalb Richtung Garsten. Diesem Stadtteil entspricht die Katastralgemeinde Christkindl mit 159 Hektar, und der Statistische Bezirk Christkindl, Schlühslmayr (Zone: Christkindl/Schlühslmayr).  Letzterer ist Richtung Stadt etwas umfangreicher als die Katastralgemeinde, die Abgrenzung folgt gutteils dem Teufelsbach, und umfasst kleine Anteile der Katastralgebiete Sarning und Steyr. Der Stadtteil hat ungefähr 2000 Einwohner.
Der Garstener Anteil bildet eine eigenständige Ortschaft. Zu diesen zerstreuten Häusern gehören auch die Häuser Mösing, die Siedlung Richtung Saaß um das Landespflege- und Betreuungszentrum Christkindl, und weitere Streulagen. Diese Ortschaft hat  gut 420 Einwohner. Die entsprechende Katastralgemeinde Oberchristkindl ist mit 235 Hektar noch größer, sie umfasst auch noch die Ortschaft Garsten Nord (etwa 450 Einwohner).
|                                                                | Gründberg (O u. KG, Gem. Sierning u. Stt., Std. Steyr, KG Föhrenschacherl) ∗ Steyr Unterhimmel | Steyrdorf (Stt., Std. Steyr) Steyr (KG, Std. Steyr) ∗∗                   |
| Rosenegg (O, Gem. Garsten) Pergern (O u. KG, Gem. Garsten) ∗∗∗ | Kompassrose, die auf Nachbargemeinden zeigt                                                    | Christkindlsiedlung Innere Stadt (Stt., Std. Steyr) Schlühslmayrsiedlung |
| Saaß (O, Gem. Garsten) ∗∗∗∗                                    | Garsten Nord (O, Gem. Garsten)                                                                 | Sarning (KG, Std. Steyr) ∗∗∗∗∗ Garsten (KG, Gem. Garsten) ∗∗∗            |

∗ Die Sierninger Kat.Gem. Gründberg grenzt im Nordwesten nur in einem Punkt an der Brücke beim Krugl-Wehr an.
∗∗ KG Steyr zieht sich nördlich des Steyrflusses bis in den Norden von Christkindl, und umfasst im Osten auch die Innere Stadt.
∗∗∗ KG Pergern grenzt im Süden an KG Garsten, der Ort liegt hinter Garsten Nord.
∗∗∗∗ Auch Ortsch, Gem. Aschach an der Steyr, diese liegt dahinter.
∗∗∗∗∗ Auch Ortsch, Gem. Garsten, diese liegt hinter Garsten Nord.

## Geschichte

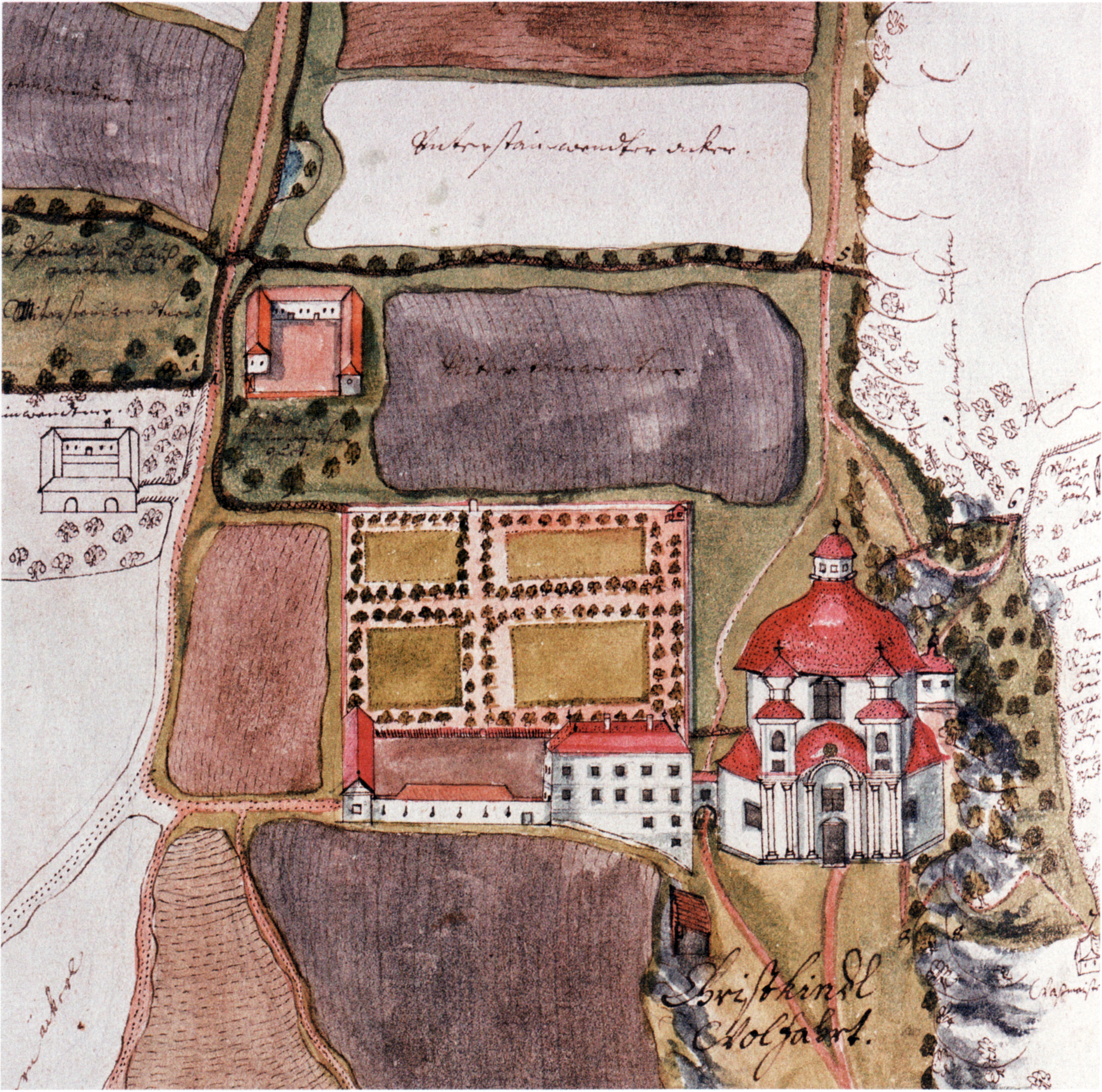
Ortsplan 18. Jahrhundert (Westen oben)

Die Gründung geht auf eine als wundertätig verehrte Jesusfigur Christkind in der Höhlung eines Fichtenbaumes und den Bau der Wallfahrtskirche in den 1700er Jahren durch das Stift Garsten zurück. Der frühere Name der Anhöhe, auf der heute die Kirche steht, ist „Wald Underm Himel“. Für das darunterliegende Augebiet entlang des Steyrflusses ist schon seit 1577 der noch heute übliche Name „Unterhimmel“ belegt, vermutlich als Abgrenzung zu den Hügellagen (Himmel ‚offene Flur‘). Die Kirche selbst heißt Zum göttlichen Christuskind, örtlich auch Zum Christkindl unterm Himmel.
Hier gab es auch eine Einsiedelei, die aber seit dem 18. Jahrhundert eine Gastwirtschaft ist.
1785 wurde ein Pfarrsprengel eingerichtet, 1887 Stift Garsten aufgehoben. In Folge entstand auch die eigenständige Steuergemeinde, die dann 1850 zur Ortsgemeinde Garsten kam. Seit 1891 ist Christkindl Pfarrort.
1891 wurde in Unterhimmel auch die Steyrtalbahn erbaut, eine Schmalspurstrecke, die die Rudolfsbahn im Ennstal und die Kremstalbahn verband. Hier befand sich die Haltestelle Christkindl.
Nach dem nationalsozialistischen Anschluss kam der Nordteil von Christkindl mit dem Kirchweiler per 15. Oktober 1938 zur Stadt Steyr, und wurde dort der VII. Stadtbezirk Christkindl mit den Ortsbestandteilen Christkindl und Unterhimel.
Nach Kriegsende verblieb dieser Teil bei Steyr.
Die Christkindlsiedlung entstand nach 1945.
Internationale Bekanntheit erhielt der Ort, seitdem 1950 die österreichische Post das Sonderpostamt Christkindl mit 42.000 abgefertigten Sendungen dort einrichtete. Es handelte sich tatsächlich um Briefe, die von Kindern als Weihnachtswunsch geschrieben wurden. Dieses Postamt (4411 Christkindl) ist in jedem Jahr während der Advent- und Weihnachtszeit geöffnet und versieht die Briefsendungen, die darüber verschickt werden, mit einem Sonderstempel. Pro Jahr erhalten heute etwa 2 Millionen Sendungen diesen Sonderstempel.
Seit dem neuen Stadtstatut 1992 wird Christkindl in der Stadt Steyr nicht mehr als VII. Bezirk geführt, firmiert aber weiterhin als statistischer Bezirk Christkindl, Schlühslmayr (Nr. 12), unter Berücksichtigung der inzwischen umfangreichen Siedlung auf den Schlühslmayr-Gründen.
Am 8. Februar 2023 kam es bei Sicherungsarbeiten am Konglomerathang nahe der Wallfahrtskirche zu einem Hangrutsch von etwa 400 Kubikmetern. Dabei wurde die darunter verlaufende Rosenegger Straße im Ort Unterhimmel verschüttet. Es kamen zwei Mitarbeiter einer Spezialfirma ums Leben, die mit dem Abtragen eines 40 m³ großen Felsens beschäftigt waren.

## Infrastruktur, Kultur und Sehenswürdigkeiten

### Baulichkeiten
Im Kirchweiler:

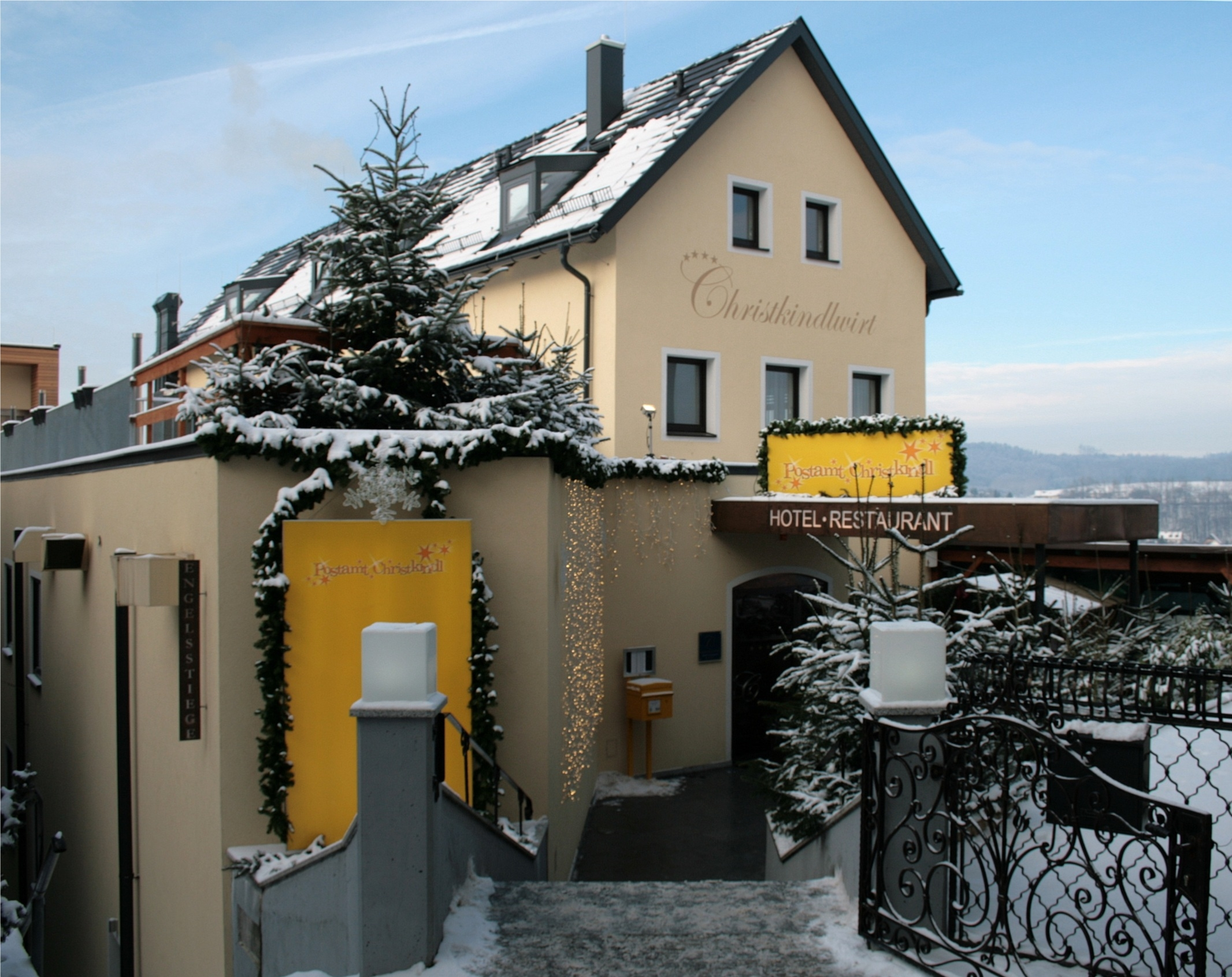
Christkindlwirt mit dem Sonderpostamt

- Die Wallfahrts- und Pfarrkirche wurde 1702–1709 nach Plänen von Carlo Antonio Carlone und von Jakob Prandtauer erbaut. Direktes Vorbild war das römische Pantheon Agrippas. Da dies ohne bischöfliche Bewilligung geschah, wurde im Mai 1703 ein Bauverbot der bischöflichen Kurie erlassen. Erst am 16. April 1708 bekam man die lang ersehnte Bewilligung.
- Südlich neben der Kirche steht das Pfarrheim mit Nebengebäude aus der Bauzeit.
- Vor der Kirche befindet sich eine Lorettokapelle.
- Das ehemalige Einsiedlerhaus am Felsvorsprung westlich der Kirche ist bereits seit ca. 200 Jahren eine Gastwirtschaft,[12] seit 1964 gehört es der Familie Baumgartner, deren Nachkommen es 2008 zu einem Hotel ausbauten. Vorherige Besitzer waren J. Strahofer[13] und ab 1931 bis 1964 David. Der Name des Hauses war in den 1950ern noch Gasthof zur schönen Aussicht,[12] heute heißt das Hotel Christkindlwirt. In diesem Gebäude ist seit 1951 auch das Postamt Christkindl untergebracht.
- Beim Christkindlwirt befindet sich die Engelsstiege, die von Unterhimmel heraufführt.
- Der ebenfalls aus dem Barock stammende Friedhof liegt etwas abseits der Kirche. Beim Friedhof findet sich ein weiterer Gasthof, der Christkindlhof.
- Etwas weiter weg steht westlich die Nepomuk-Kapelle.

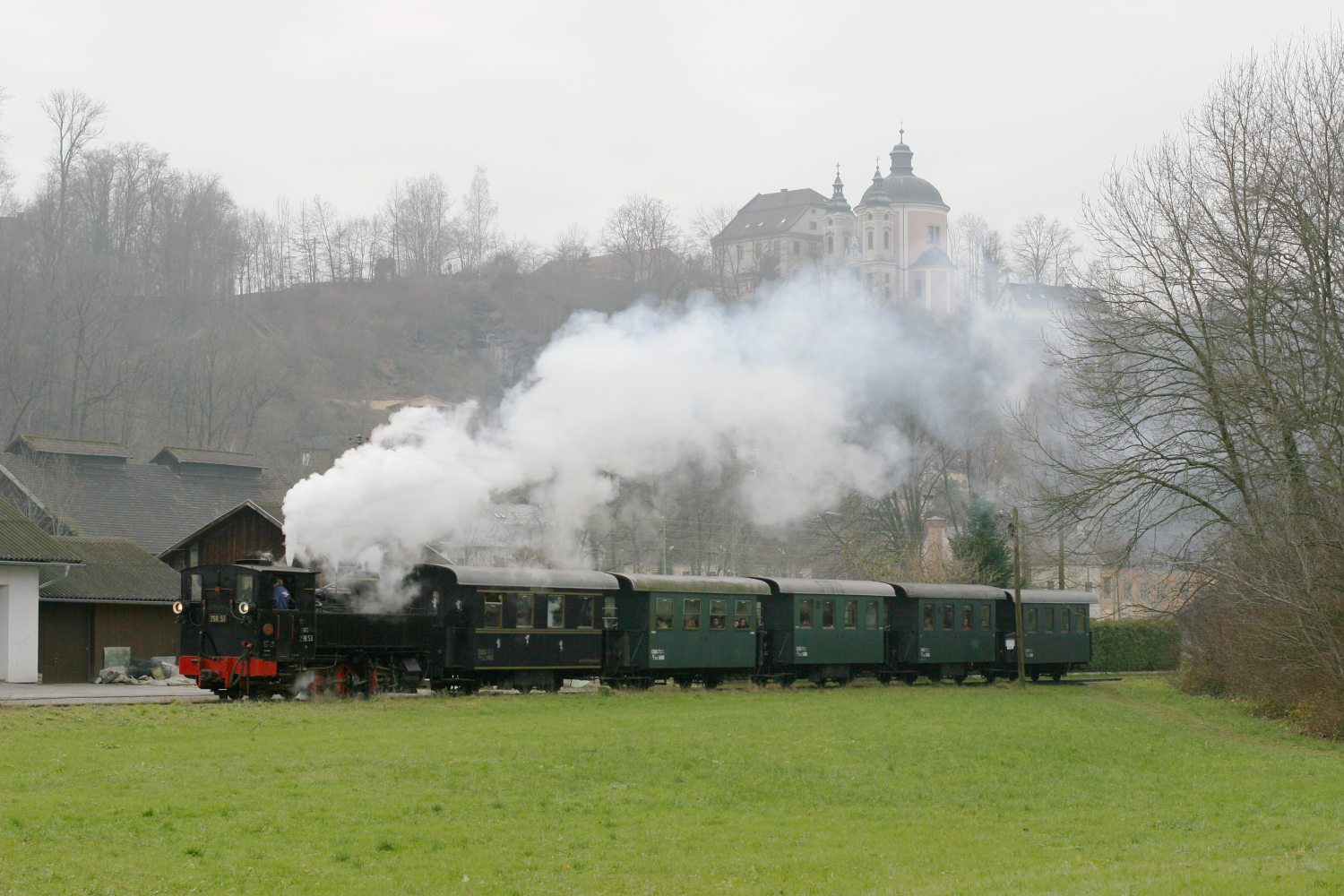
Museumszug der Steyrtalbahn, hinten die Kirche (2004)

In Unterhimmel finden sich frühneuzeitliche Industriebauten und die Anlagen der Steyrtalbahn, die heute als Museumsbahn verkehrt.

### Naturraum
Die Unterhimmler Au (Himmlitzer Au) mitsamt Kulturland und dem Christkindler Hangwald ist ein Schutzgebietskomplex (Naturschutzgebiet Unterhimmler Au, Landschaftsschutzgebiet Unterhimmel, Bannwald Christkindl und Europaschutzgebiet). Sie spielt auch eine zentrale Rolle im Hochwasserschutz der Stadt. Die Au und die Gegend um den Ort Christkindl sind ein wichtiger Naherholungsraum.
Etwas östlich der Kirche steht eine als Naturdenkmal ausgewiesene alte Rotbuche im Hangwald (ND 631).

### Veranstaltungen und Ausstellungen
- Weihnachtspostamt, geöffnet 1. Advent bis Dreikönig (6. Jänner)

Im Nebengebäude des Pfarrheims sind Weihnachtskrippen zu besichtigen:
- Mechanische Krippe von Karl Klauda. Durch eine ausgeklügelte Mechanik mit Fahrradketten, Wellen und Zahnrädern bewegen sich beinahe 300 aus Lindenholz geschnitzte Figuren durch eine detailreiche biblische Landschaft.
- Großkrippe von Ferdinand Pöttmesser. Die orientalische Landschaftskrippe mit einer Fläche von 58 m² bietet Platz für 778 bis zu 30 cm große, geschnitzte und bekleidete Figuren des Südtirolers Ferdinand Pöttmesser.

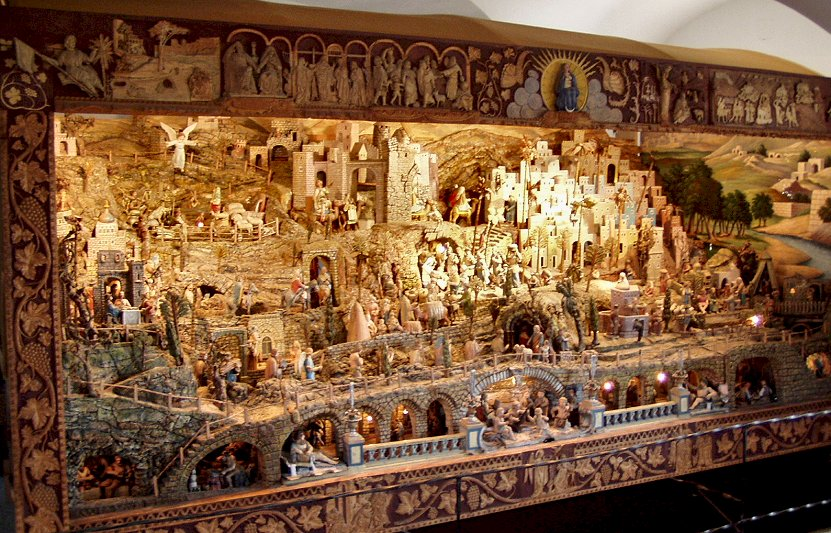
Mechanische Krippe von Karl Klauda
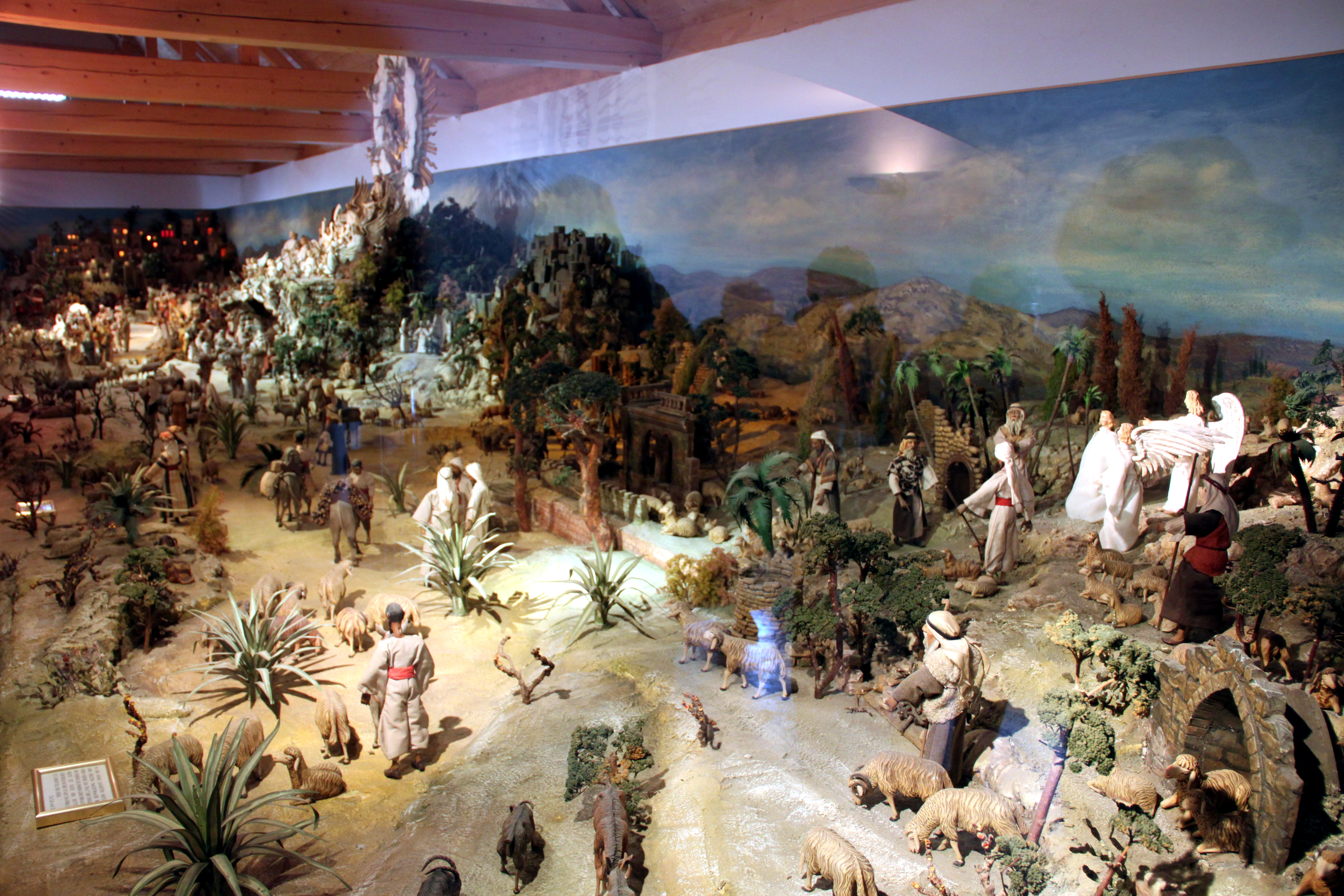
Pöttmesser Krippe
Pöttmesser Krippe (Ausschnitt)

Jedes Jahr Anfang Dezember findet auf der Ballonwiese, neben der Pfarre, der Ballonstart des hl. Nikolaus statt. Dieses Ereignis ist unter den Kindern beliebt.

### Sport
Der örtliche Fußballverein 1. FC Christkindl wurde 1974 gegründet und besitzt einen hohen Bekanntheitsgrad in der Region Steyr. In den letzten Jahren erzielte der Verein durch gezielte Nachwuchsarbeit wieder große Erfolge im regionalen Fußball.

## Persönlichkeiten
- Franz Xaver Mitterecker (* 27. November 1807 in Christkindl;[14] † 9. April 1876 in Faistenau), Vikar von Rauris (1852–1857) und an der Pfarrkirche Faistenau (1857–1876).[15]
- Anton Weindl (1895–1966), Landwirt, Ziegeleibesitzer, Mitglied des Bundesrates und Abgeordneter zum Nationalrat
- Josef Maria Boehm (* 7. August 1908 in Unterhimmel; † 31. Dezember 1973 in Huntsville (Alabama)), österreichisch-deutscher Ingenieur und NASA-Raketenexperte
- Miriam Hie (* 14. Juni 1978), in Christkindl aufgewachsene Moderatorin und Schauspielerin